# La Serreta (Llobera)
La Serreta és una muntanya de 884 metres que es troba al municipi de Llobera, a la comarca catalana del Solsonès.